# グラッドキューブ
株式会社グラッドキューブ (Glad Cube Inc.) は、大阪府大阪市に本社を置き、デジタルマーケティング、ウェブサイトの製作支援、およびスポーツのAI解析を手掛ける日本のIT企業である。

## 概要
デジタル広告運用事業及びサイト解析事業などを展開している。ウェブサイトの分析・改善を行うためのツール「SiTest（サイテスト）」は、2018年で約30万サイトが導入した。
AIやデータ解析をテーマにしたスポーツメディア「SPAIA」を運営し、総務省が主催する「異能ジェネレーションアワード」で「データ駆動形によるスポーツビジネスの発展という観点は、今まで届かなかった潜在スポーツファンに対してスポーツの楽しみを届ける可能性がある」と評価された。

## 沿革
創業者の金島弘樹は大阪で生まれ育ち、大阪商業大学を卒業し、金融機関や不動産会社で勤務した。2007年1月に合同会社グラッドキューブを設立し、2008年2月に株式会社へ改組した。2019年に総務省主催の「異能ジェネレーションアワード」でグラッドキューブのSPAIAが「何か・どこかに届くようになる分野賞」を受賞した。
2022年9月28日に東京証券取引所グロース市場へ上場した。